# Ishøj Golf Center
Ishøj Golf Center er et golfområde i Ishøj syd for København, som har en 18-hullers og en 9-hullers golfbane.